# Volta Superioară
Volta Superioară (în limba franceză: Haute-Volta) a fost numele al unei țări africane care acum poartă numele Burkina Faso.
Schimbarea de nume s-a făcut pe 4 august 1984, la inițiativa lui Thomas Sankara, conducătorul țării la acea vreme. Vechiul nume se datora faptului că țara era străbătută de cursul superior al râului Volta. Râul este împărțit în trei porțiuni: Volta Neagră, Volta Albă și Volta Roșie. Culorile steagului național corespunde culorilor care numesc sectoarele râului.
Colonia franceză Volta Superioară a fost înființată pe 1 martie 1919, fiind parte din colonia Côte d'Ivoire.  Totuși, pe 5 septembrie 1932, Volta Superioară a fost din nou divizată, fiind administrată de coloniile Côte d’Ivoire, Sudanul Francez (Mali din ziua de azi) și Nigerul. Colonia a fost reînființată în vechile frontiere pe 4 septembrie 1947. Pe 11 decembrie 1958, Volta Superioară a primit statutul de autoguvernare. A devenit republică și membră a Comunității Franco-Africane (La Communauté Franco-Africaine). Independența completă a fost obținută pe 5 august 1960.
Vezi și: Istoria Burkina Faso

## Anecdotică
- Expresia "Volta Superioară cu rachete" a fost folosită pentru descrierea Uniunii Sovietice (cu ghilimelele de rigoare) într-un articol despre economia URSS-ului din revista The Economist pe 9 aprilie 1988. După cum afirma Perry Anderson (London Review of Books, vol 29, nr.2, 25 ianuarie 2007), expresia a fost foarte mult folosită în sferele diplomaților din deceniul al optulea al secolului trecut. Autorul susține că Rusia zilelor noastre ar putea fi numită "Arabia Saudită cu rachete".

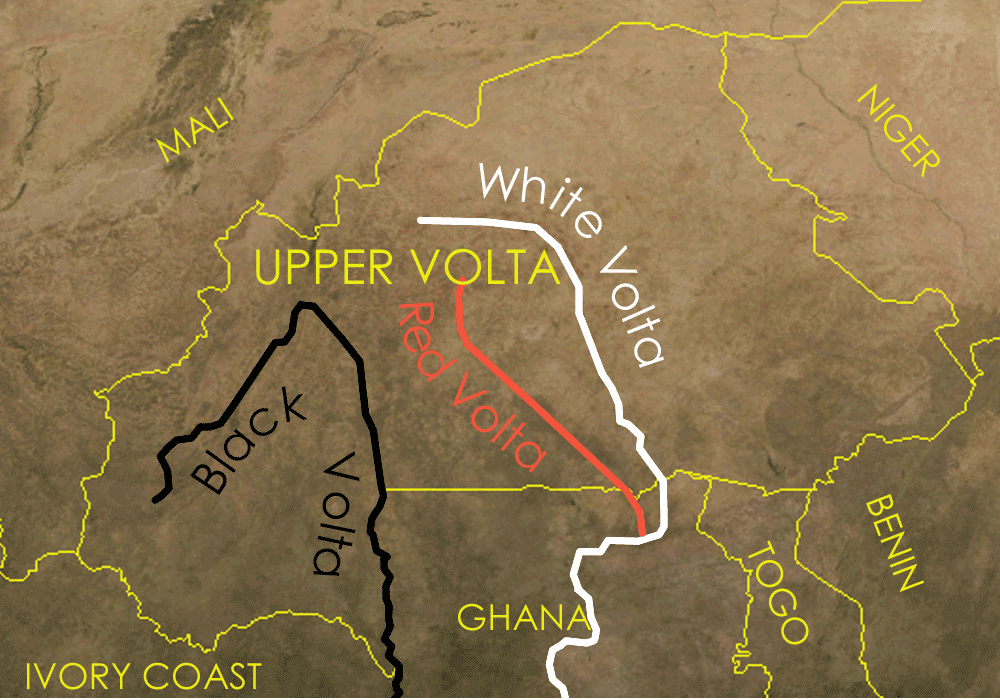
Harta râului Volta din Volta Superioară